# Liste der Kellergassen in Weitersfeld
Die Liste der Kellergassen in Weitersfeld führt die Kellergassen in der niederösterreichischen Gemeinde Weitersfeld an. In dieser Waldviertler Gemeinde gibt es keinen nennenswerten Weinbau. Bei den Kellern handelt es sich daher ganz überwiegend um Erdäpfelkeller, ohne Presshäuser.
| Foto |                 | Kellergasse                  | Standort                  | Beschreibung |
| ---- | --------------- | ---------------------------- | ------------------------- | --- |
| ja   | Datei hochladen | Weitersfelder Straße         | KG: Oberfladnitz Standort | Die Kellergasse ist eine einseitige Kellergasse an einer Geländekante. Sie besteht aus sechs Gebäuden, davon fünf in Schildmauerform, und hat eine Länge von 80 Metern. |
| ja   | Datei hochladen |                              | KG: Obermixnitz Standort  | Östlich außerhalb des Dorfs befinden sich einige wenige Keller. Ein weiterer Keller ist am östlichen Ortsrand bei den Zwei Linden. |
| ja   | Datei hochladen | Trautmannsdorfer Straße      | KG: Starrein Standort     | Die Kellergasse ist eine einseitige Kellergasse an einer Geländekante. Sie besteht aus acht Gebäuden, vorwiegend in Schildmauerform, und hat eine Länge von 80 Metern. |
| ja   | Datei hochladen | An der Oberfladnitzer Straße | KG: Untermixnitz Standort | Die Kellergasse ist eine einseitige Kellergasse in Grabenlage. Sie besteht aus zehn Gebäuden, davon acht in Schildmauerform, und hat eine Länge von 180 Metern. Anmerkung: „einseitig“ lt. Schmidbaur; doch laut Grundstücksgrenzen scheint es, dass zumindest drei Keller auf der gegenüberliegenden Seite des Grabens liegen. |
| ja   | Datei hochladen | Oberhöfleiner Straße         | KG: Weitersfeld Standort  | Die Kellergasse ist ein beidseitiges Kellergassensystem in Grabenlage. Sie besteht aus 30 Gebäuden in Schildmauerform und hat eine Länge von 250 Metern. |
| ja   | Datei hochladen | Fronsburger Straße           | KG: Weitersfeld Standort  | Die Kellergasse ist eine beidseitige Einzelkellergasse in Grabenlage bzw. an einer Geländekante. Sie besteht aus 31 Gebäuden, überwiegend in Schildmauerform, und hat eine Länge von 200 Metern. Die älteste Datierung ist von 1933.                                                                                            |

| Foto:                    | Fotografie der Kellergasse (Gesamtheit). Klicken des Fotos erzeugt eine vergrößerte Ansicht. Daneben finden sich zwei Symbole: \| Weitere Bilder vorhanden \| Das Symbol bedeutet, dass weitere Fotos des Objekts verfügbar sind. Durch Klicken des Symbols werden sie angezeigt. \| \| Eigenes Foto hochladen \| Durch Klicken des Symbols können weitere Fotos des Objekts in das Medienarchiv Wikimedia Commons hochgeladen werden. \| |
| Name:                    | Bezeichnung der Kellergasse |
| Standort:                | Es ist die Katastralgemeinde (KG) angegeben. Durch Aufruf des Links Standort wird die Lage der Kellergasse in verschiedenen Kartenprojekten angezeigt. |
| Beschreibung             | Kurze Beschreibung der Kellergasse |
| Weitere Bilder vorhanden | Das Symbol bedeutet, dass weitere Fotos des Objekts verfügbar sind. Durch Klicken des Symbols werden sie angezeigt. |
| Eigenes Foto hochladen   | Durch Klicken des Symbols können weitere Fotos des Objekts in das Medienarchiv Wikimedia Commons hochgeladen werden. |